# جاستن بوستروم
جاستن بوستروم (بالإنجليزية: Justin Bostrom)‏ هو لاعب هوكي جليد أمريكي، ولد في 20 مارس 1986 في فادنايس هايتس في الولايات المتحدة.

## وصلات خارجية
- جاستن بوستروم على موقع EliteProspects.com (الإنجليزية)
- جاستن بوستروم على موقع HockeyDB.com (الإنجليزية)